# Тип растительности
Тип растительности — высшая классификационная единица растительности, совокупность отличающихся по происхождению растительных сообществ высшего ранга (формаций и их классов), сходных только жизненной формой (биоморфой) доминирующих видов, либо и структурно и экологически. В более узком смысле доминирующие в типе растения относятся к одной экобиоморфе. Удельный объём и значение некоренных формаций могут быть достаточно малы, например, тип Nymphoherbosa (нимфейная растительность). Зональные типы образованы коренной растительностью. Примером может служить тип Steppoherbosa (ксерофильная злаковая растительность).
Типы растительности объединяются в группы, или т. н. свиты типов: северную внетропическую, тропическую, южную внетропическую, соответствующие самым общим эколого-географическим связям.
Понятие о разнообразии типов растительности в общих чертах характеризует элементы флористического и биогеографического районирования Земли, а также её природные зоны. Типы растительности как правило соответствуют растительному покрову отдельных биомов.